# Falck (Moselle)
Falck település Franciaországban, Moselle megyében. Lakosainak száma 2516 fő (2022. január 1.). Falck Coume, Creutzwald, Dalem, Guerting, Hargarten-aux-Mines és Merten községekkel határos.

## Népesség
A település népességének változása:
| Lakosok száma | 2505 | 2737 | 2720 | 2596 | 2495 | 2472 | 2487 | 2506 | 2520 | 2516 |
|               | 1968 | 1982 | 1990 | 2006 | 2013 | 2015 | 2017 | 2019 | 2020 | 2022 |